# Milník (Albrechtice u Frýdlantu)
Milník je technická stavba v katastru Albrechtic u Frýdlantu, jež jsou součástí města Frýdlantu na severu České republiky, ležícího ve Frýdlantském výběžku Libereckého kraje.

## Poloha a historie
Objekt se nachází při císařské silnici, která spojuje Liberec severním směrem s Frýdlantem a Zawidówem, který již leží na polském území. Vyměření komunikace v terénu proběhlo roku 1826 a následně mezi roky 1830 a 1834 byla stavěna. Vyměřená trasa je s malými odchylkami totožná s komunikací I/13. Krátce po dokončení silnice byl u ní instalován i milník, nacházející se severně od mostku, jímž komunikace překonává Albrechtický potok. Milník je zbudován severozápadně od komunikace. Od 6. dubna 1966 je zařazen mezi kulturní památky České republiky.

## Popis
Památka má podobu čtyřbokého komolého jehlanu, jenž je na vrchu zakončen nízkou jehlancovou hlavicí. Ve spodní části je ukotven do základového kvadratického soklu. Celé dílo je vytesáno ze žuly. Na východní straně milníku, která je přivrácená k silniční komunikaci, bývala pravděpodobně osazena deska s nápisem, jež se ovšem nezachovala.